# Коста, Алфредо да
Алфредо да Коста (порт.-браз. Alfredo da Costa; 5 ноября, по другим данным 11 марта 1904 Рио-де-Жанейро — 8 июня 1980, Рио-де-Жанейро), более известный под именем Брильянте (порт.-браз. Brilhante) — бразильский футболист, защитник. Участник первого чемпионата мира по футболу, где сыграл один матч — 14 июля 1930 года, в проигранной встрече с Югославией.

## Карьера
Брилианте родился в Зоне Оестэ, районе Рио-де-Жанейро. Там же он начал играть за клуб «Америка» в 1921 году. В 1923 году он перешёл в состав «Бангу», где дебютировал 25 марта с «Мангуэйрой» и провёл за клуб 16 матчей. Затем защитник стал игроком «Васко да Гамы», куда его привёл Рамон Платеро. Этому клубу футболист отдал десять лет своей жизни, играя в центре обороны с Италией, выиграв с клубом два чемпионата штата. Затем Брилианте возвратился в «Бангу», где играл ещё 2 года, проведя ещё 29 встреч. Умер на 75 году жизни в Рио.

## Международная статистика
| Матчи Брильянте за сборную Бразилии | Матчи Брильянте за сборную Бразилии | Матчи Брильянте за сборную Бразилии | Матчи Брильянте за сборную Бразилии | Матчи Брильянте за сборную Бразилии | Матчи Брильянте за сборную Бразилии | Матчи Брильянте за сборную Бразилии |
| ----------------------------------- | ----------------------------------- | ----------------------------------- | ----------------------------------- | ----------------------------------- | ----------------------------------- | ----------------------------------- |
| №                                   | Дата                                | Место проведения                    | Оппонент                            | Счёт                                | Голы                                | Турнир                              |
| 1                                   | 14 июля 1930                        | Монтевидео                          | Югославия                           | 1:2                                 | —                                   | Чемпионат мира                      |

## Достижения
- Чемпион штата Рио-де-Жанейро: 1924, 1929